# Busing
En anglais, on appelle busing [bus-ing] une organisation du transport scolaire visant à promouvoir la mixité sociale ou raciale au sein des établissements scolaires publics en envoyant les enfants dans une école différente de celle de leur quartier.

## Aux États-Unis

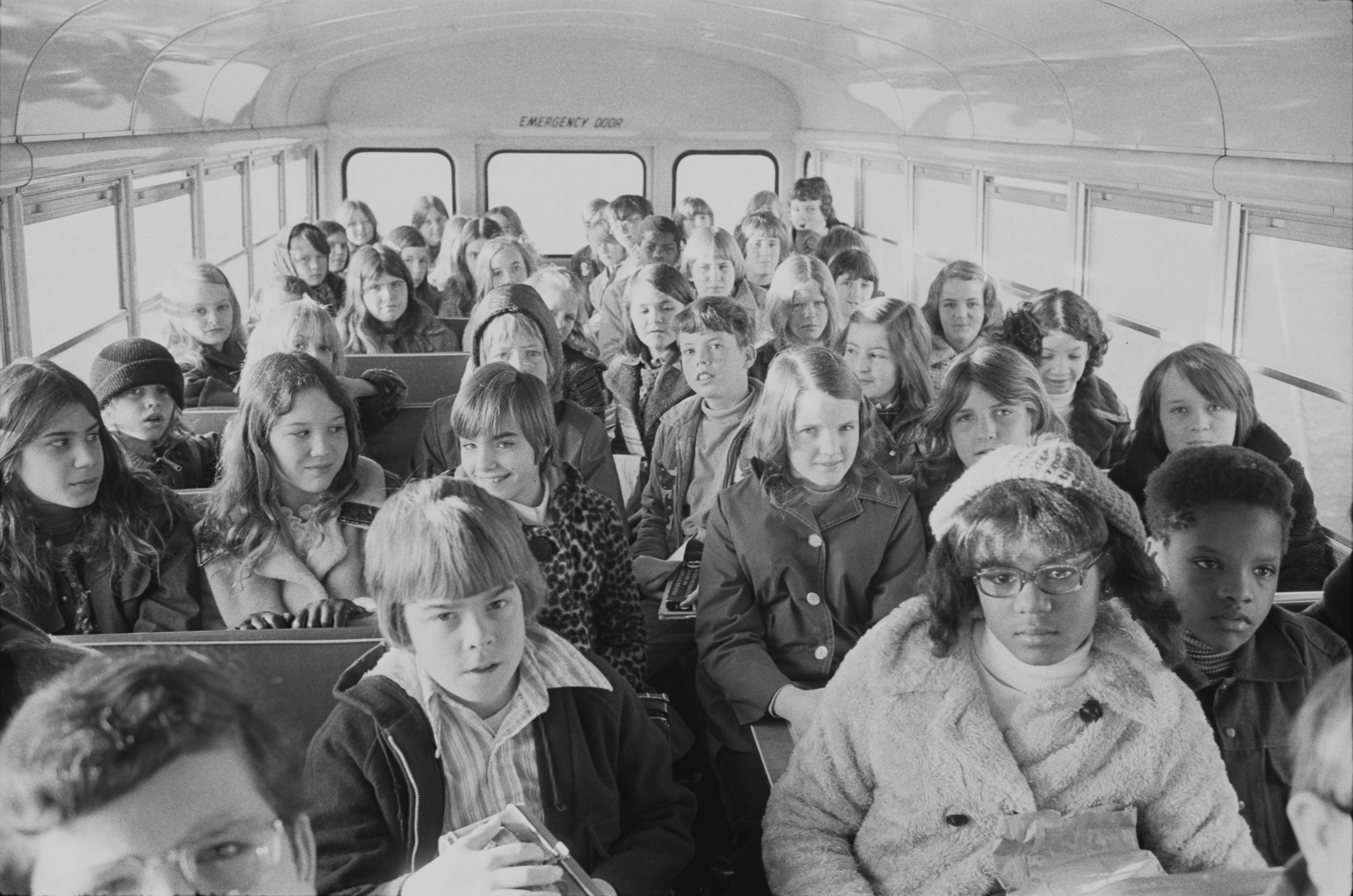
Un bus scolaire déségrégué en 1973.

Les bus de ramassage scolaire existent depuis les années 1920 aux États-Unis. Peu après l'arrêt Brown v. Board of Education qui interdit la ségrégation raciale, les premiers essais de busing sont mis en place. Ils consistent à affecter et à transporter en bus des enfants blancs dans des écoles majoritairement latinos ou noires, et des enfants noirs ou latinos dans des écoles majoritairement blanches. En effet, si la ségrégation officielle est désormais interdite, la démographie et les discriminations à l'accès au logement comme le redlining rendent les quartiers de facto ségrégués. Ce qui, combiné à des déterminations arbitraires des limites des districts scolaires conduit à des écoles de facto ségréguées. Par l'arrêt de la Cour suprême Swann v. Charlotte-Mecklenburg Board of Education en 1971, le busing est approuvé, et se répand largement. L'expérience de Charlotte en Caroline du Nord est un succès, les écoles étant déségréguées et les résultats scolaires en augmentation.
Le busing rencontre une forte opposition. Des manifestations ont lieu et beaucoup d'élèves fuient les écoles. Selon un sondage de 1981, 17 % des blancs étaient en faveur du busing et 78 % s'y opposaient, alors que 60 % des noirs y étaient favorables et 30 % opposés.
Le busing devient de plus en plus sur la base du volontariat dans les années 1980, puis décline dans les années 1990 alors que beaucoup de tribunaux considèrent qu'il n'est plus nécessaire de lutter contre la ségrégation.

### Conséquences
Selon une étude de 2011, la déségrégation est un succès pour les résultats scolaires, les revenus futurs, la santé et l'incarcération des élèves noirs, et n'a pas d'effet particulier sur les élèves blancs.
Cependant, le busing a concerné moins de 5 % des élèves, les décideurs politiques y étant peu favorables.
En 2019, la ségrégation existe encore partiellement : plus de la moitié des élèves fréquente une école où plus des trois quarts d'entre eux sont blancs pour certaines écoles, non-blancs pour d'autres.
Par l'arrêt de la Cour suprême Milliken v. Bradley (en) de 1973, le busing et la déségrégation s'arrêtent aux limites de la ville, et ne concernent pas les banlieues. Cela a accéléré le phénomène de white flight vers les banlieues.
D'un point de vue politique, beaucoup de électeurs blancs  à col bleu des États du Nord se détournent du Parti démocrate en raison du busing.
Les familles blanches aisées avaient tendance à contourner le busing en inscrivant leurs enfants dans des écoles privées.
Par la suite, le système a été peu à peu abandonné au profit du système des magnet schools, soit des établissements qui se doivent de refléter la diversité sociale et ethno-raciale de leur ville d'implantation, et qui bénéficient pour cela d’une large autonomie financière, organisationnelle et pédagogique, et sont spécialisés dans un domaine (sciences, arts, langues, humanités), ceci afin de leur permettre d'attirer les meilleurs élèves.

## En Angleterre
Le bussing a été expérimenté brièvement en Angleterre dans les années 1960 et 1970. Onze autorités locales s'opposaient à ce qu'il y ait plus de 30 % des élèves issus de l'immigration par classe. Il s'agissait principalement d'élèves originaires d'Asie du Sud ou d'Afrique et des Caraïbes. Il s'agissait d'un busing unidirectionnel (transport d’enfants immigrés dans des écoles principalement blanches) entrepris sous la pression de familles blanches. Alors que beaucoup d'entre eux ne parlaient pas anglais, l'idée du bussing est de faciliter leur apprentissage de la langue en grandissant dans un environnement le parlant. La pratique cesse totalement en 1980. Les enfants transportés en bus signalent avoir été victimes de racisme et de discriminations au sein des établissements majoritairement blancs dans lesquels ils avaient été affectés.

## En France

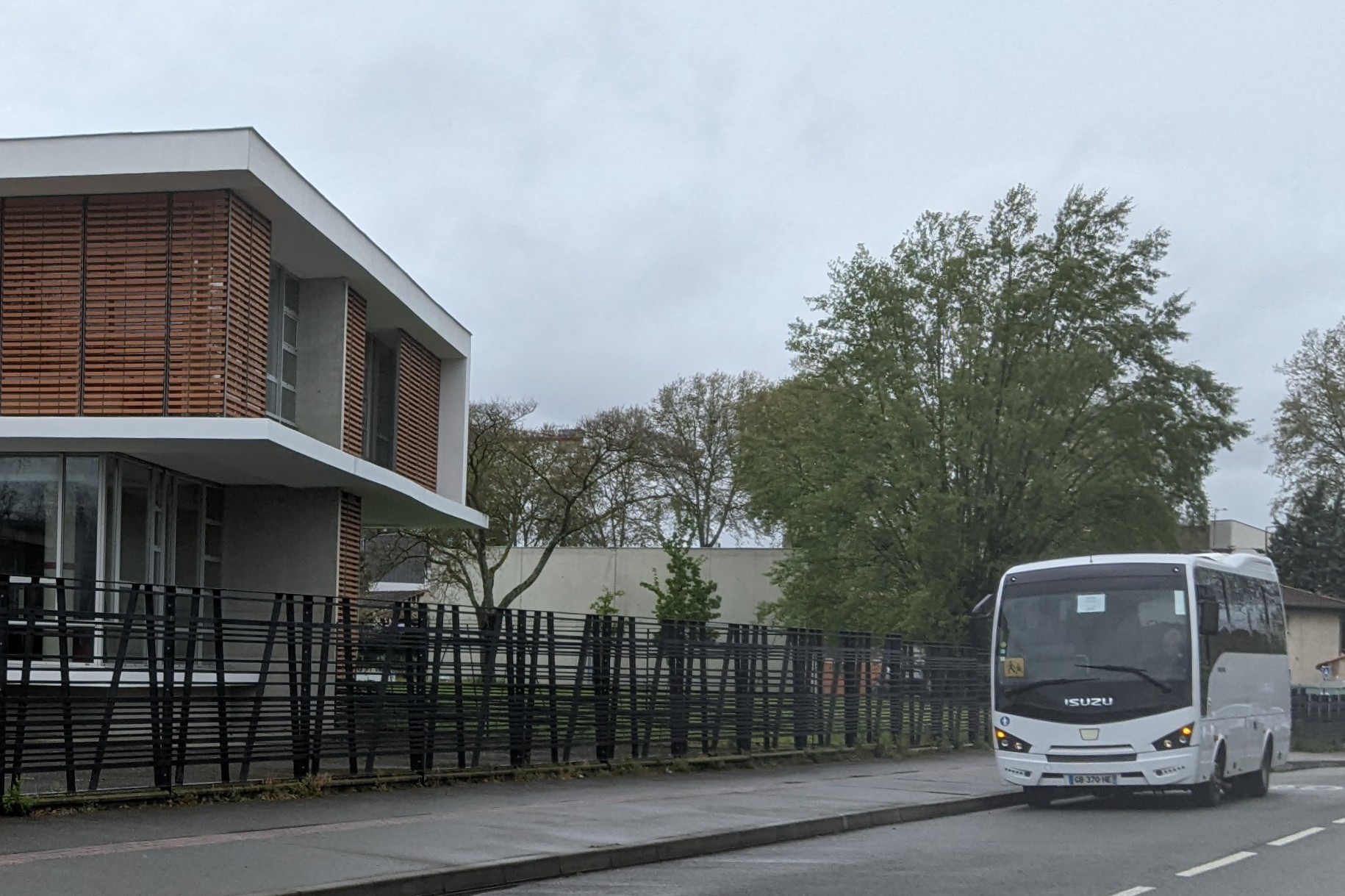
Le bus de l'école élémentaire Georges-Bastide, dans le quartier de Bellefontaine, attendant les élèves devant le collège Jean-Pierre-Vernant à Toulouse.

Une expérimentation de busing a eu lieu dès 1966 dans deux écoles du port de Gennevilliers. D'autres expérimentations ont été menées, dans les communes de Bergerac (dès 1996) et d'Oullins (dès 2004). Quelques autres expérimentations ont été entreprises en 2008 dans le cadre d'une initiative étatique.

### Initiatives locales
Lors de la mise en place de l'expérimentation à Bergerac, les syndicats d'enseignants se sont majoritairement opposés à cette expérimentation, de même que la gauche locale, craignant que la venue d'élèves de la cité sensible de Bergerac ne fasse baisser le niveau des autres écoles. Aujourd'hui, l'expérience de Bergerac est souvent citée comme une expérience de busing globalement réussie,.
La commune d'Oullins a également expérimenté le busing. Le bilan de l'expérimentation est beaucoup moins consensuel qu'à Bergerac et fait apparaître un net clivage droite/gauche. Ainsi, Fadela Amara, la majorité municipale UMP et une partie de la communauté scolaire mettent en avant une expérience réussie,, tandis que le PS local la rejette, pointant les répercussions sur le rythme des enfants et la vie sociale des parents.

### Initiatives suscitées par le plan Espoir Banlieues
Le plan Espoir Banlieues de 2008, préparé sous la présidence de Nicolas Sarkozy par la secrétaire d'État Fadela Amara dans un contexte d'assouplissement de la carte scolaire en vue de sa suppression annoncée (mais non réalisée finalement), prévoyait une expérimentation du busing (transports d'élèves de CM1 et CM2 de quartiers difficiles vers des écoles socialement plus hétérogènes). Lancée à la rentrée scolaire 2008 avec un financement étatique, couvrant le transport et la restauration, garanti pour trois années, celle-ci s'est avérée modeste au regard du nombre de communes impliquées. Trois ans plus tard était annoncée la fin de cette expérimentation.
Parmi les cinq communes françaises ayant expérimenté le busing, on compte la ville de Courcouronnes. Dans cette commune, le budget annuel de cette expérience s'élève à 120 000 euros, correspondant essentiellement aux coûts de transport (bus) et de restauration (cantine) pour les 25 enfants déplacés,.
En 2008, la ville d'Asnières-sur-Seine a tenté, de son côté, de développer un busing à double sens, dans lequel les élèves du centre-ville intégreraient volontairement les établissements des quartiers de la périphérie rendus attractifs pour l'occasion par le développement d'activités d'excellence,,,.
En 2011, l'expérimentation prend fin. Selon le ministère de la Ville, celle-ci est coûteuse pour des effets insatisfaisants ou parfois contre-productifs.

## Sources